# Saison 2015 de l'équipe cycliste Giant-Alpecin
La saison 2015 de l'équipe cycliste Giant-Alpecin est la onzième de cette équipe.

## Préparation de la saison 2015

### Sponsors et financement de l'équipe
Le budget de l'équipe pour cette saison s'élève à 9 millions d'euros. Les deux principaux sponsors de l'équipe sont Giant et Alpecin. Giant est le principal sponsor de l'équipe depuis 2014. Alpecin, fabricant de produits cosmétiques et de shampoings, est le nouveau deuxième sponsor-titre de l'équipe. Prenant la place de Shimano, cette entreprise s'est engagée pour quatre ans à compter de 2015. C'est la première entreprise allemande à soutenir une équipe de première division depuis la disparition de l'équipe Milram en 2010,. Le voyagiste néerlandais Sunweb devient également sponsor de l'équipe en 2015, et s'est engagé pour deux ans.

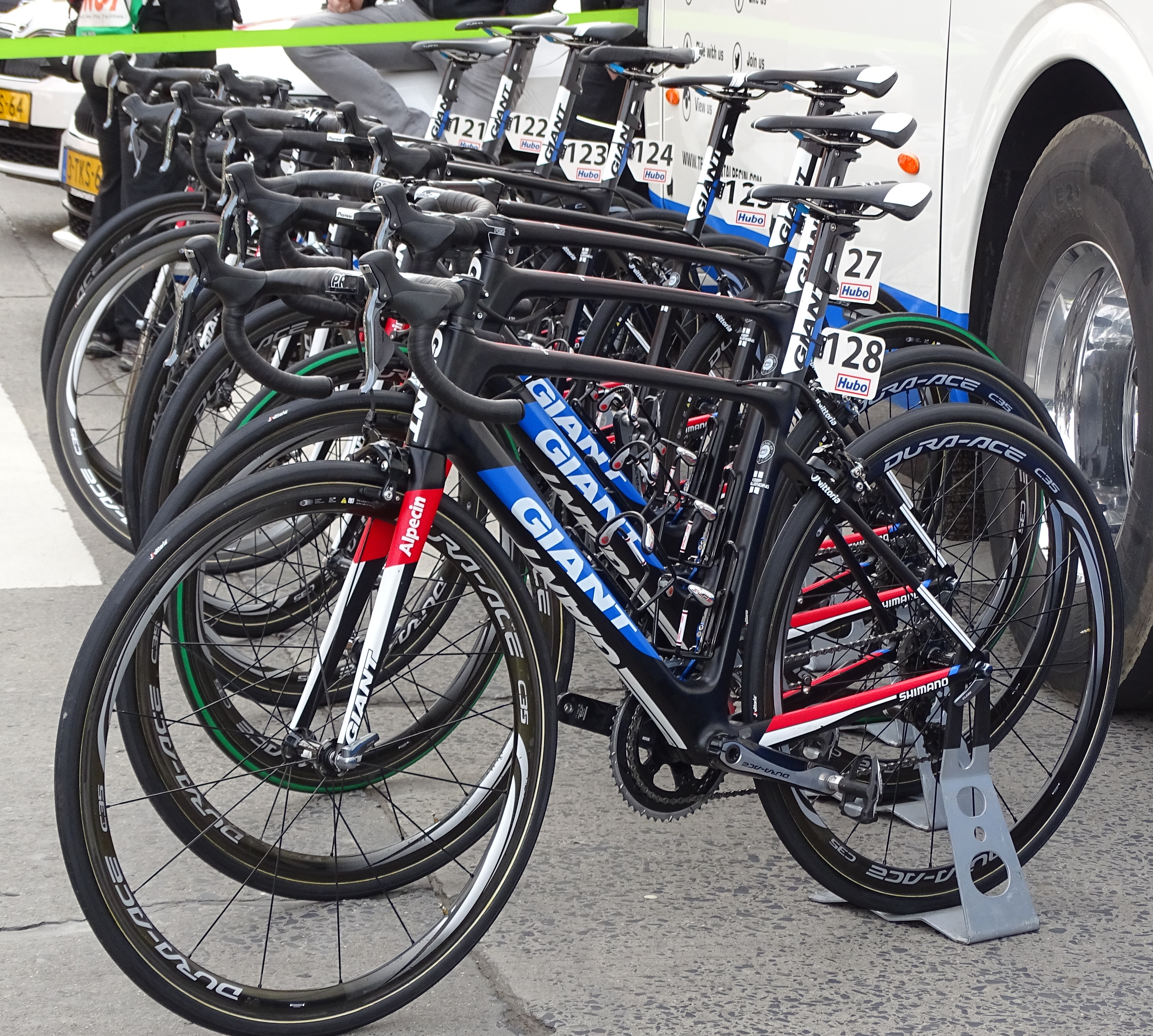
Les vélos utilisés par l'équipe, photographiés lors du Grand Prix E3 2015.
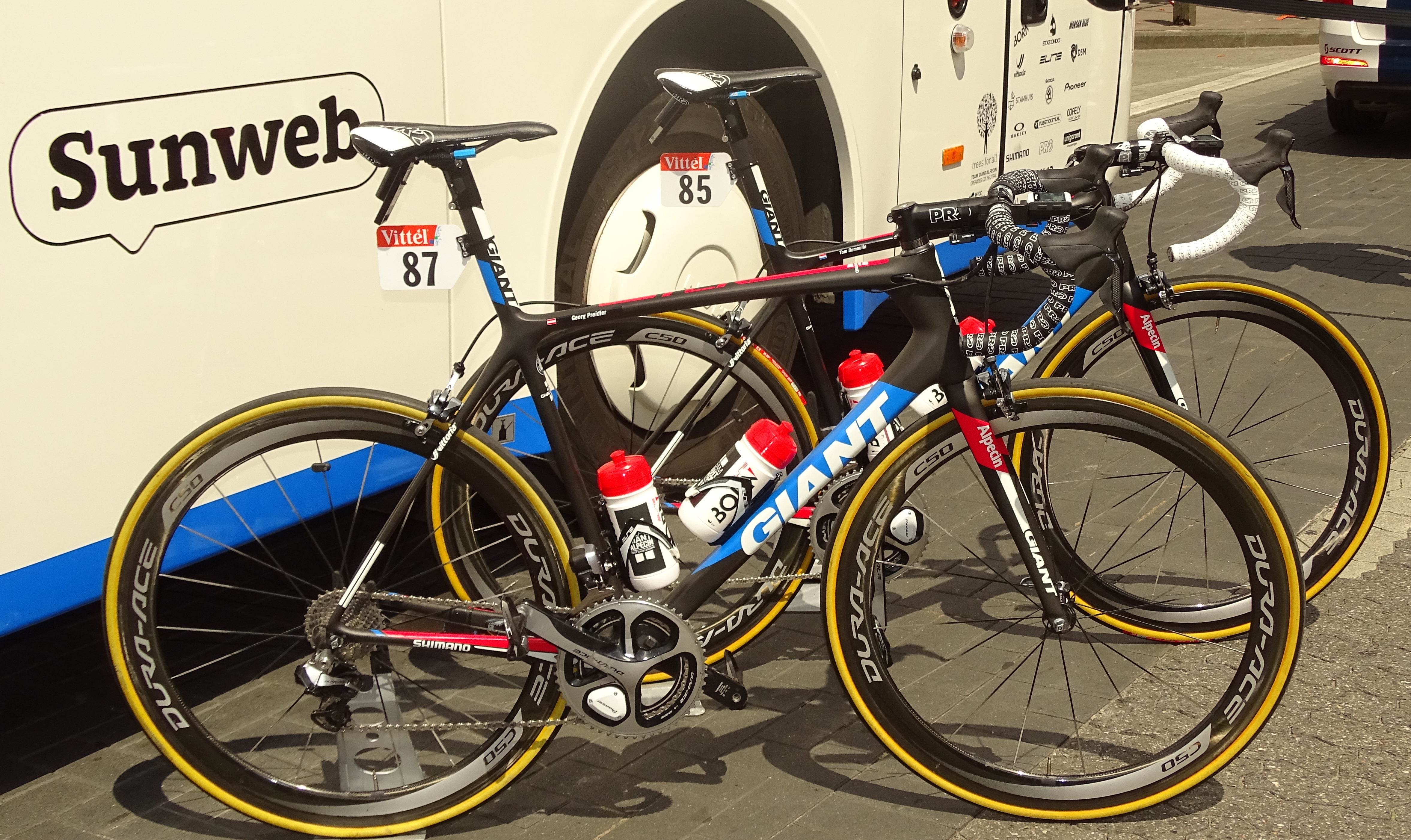
Vélos Giant TCR Advanced SL utilisés par l'équipe lors du Tour de France.
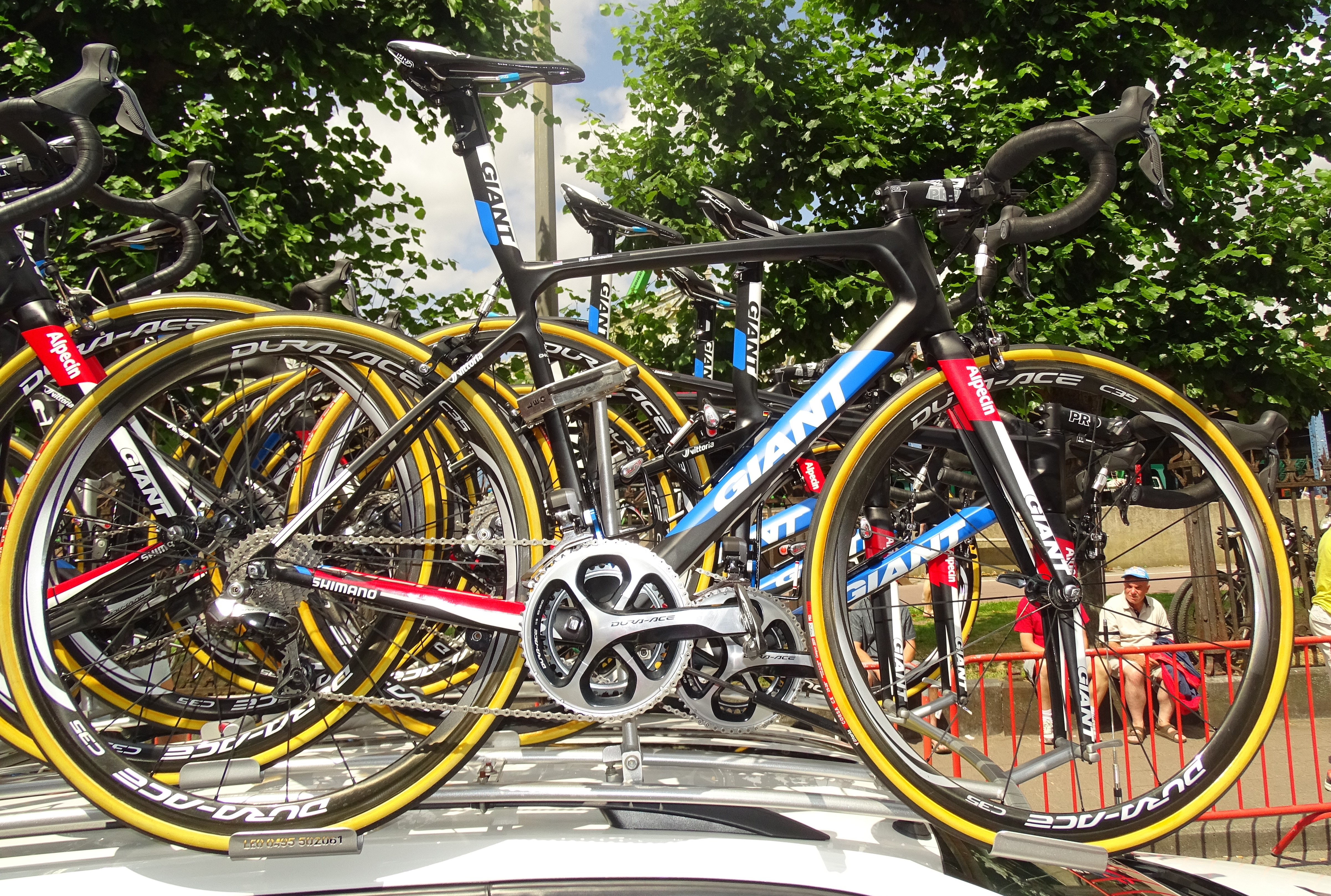
Vélo Giant Defy Advanced SL lors du Tour de France.
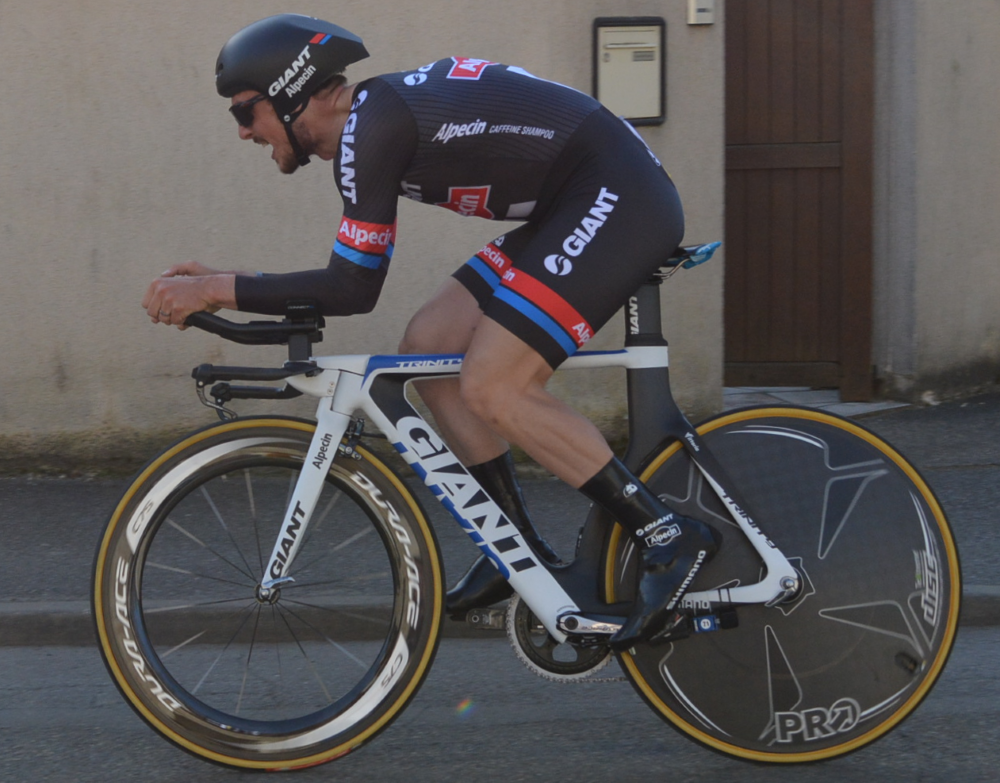
John Degenkolb sur un vélo de contre-la-montre Giant Trinity Advanced SL lors de Paris-Nice.

### Arrivées et départs
| Arrivées           | Équipe 2014                    |
| ------------------ | ------------------------------ |
| Caleb Fairly       | Garmin-Sharp                   |
| Carter Jones       | Optum-Kelly Benefit Strategies |
| Fredrik Ludvigsson | Giant-Shimano Development      |
| Lars van der Haar  | Giant-Shimano Development      |
| Zico Waeytens      | Topsport Vlaanderen-Baloise    |

| Départs                     | Équipe 2015             |
| --------------------------- | ----------------------- |
| Jonas Ahlstrand             | Cofidis                 |
| Brian Bulgaç                | Lotto NL-Jumbo          |
| Thomas Damuseau             | Roubaix Lille Métropole |
| Dries Devenyns              | IAM                     |
| Reinardt Janse van Rensburg | MTN-Qhubeka             |
| Thomas Peterson             | retraite                |
| Loh Sea Keong               | SEG Racing              |

## Coureurs et encadrement technique

### Effectif
| Cycliste            | Date de naissance | Nationalité | Équipe 2014                    |  |
| ------------------- | ----------------- | ----------- | ------------------------------ |  |
| Nikias Arndt        | 18 novembre 1991  | Allemagne   | Giant-Shimano                  |  |
| Warren Barguil      | 28 octobre 1991   | France      | Giant-Shimano                  |  |
| Ji Cheng            | 24 octobre 1987   | Chine       | Giant-Shimano                  |  |
| Lawson Craddock     | 20 février 1992   | États-Unis  | Giant-Shimano                  |  |
| Roy Curvers         | 27 décembre 1979  | Pays-Bas    | Giant-Shimano                  |  |
| Bert De Backer      | 2 avril 1984      | Belgique    | Giant-Shimano                  |  |
| Koen de Kort        | 8 septembre 1982  | Pays-Bas    | Giant-Shimano                  |  |
| John Degenkolb      | 7 janvier 1989    | Allemagne   | Giant-Shimano                  |  |
| Tom Dumoulin        | 11 novembre 1990  | Pays-Bas    | Giant-Shimano                  |  |
| Caleb Fairly        | 19 février 1987   | États-Unis  | Garmin-Sharp                   |  |
| Johannes Fröhlinger | 9 juin 1985       | Allemagne   | Giant-Shimano                  |  |
| Simon Geschke       | 13 mars 1986      | Allemagne   | Giant-Shimano                  |  |
| Chad Haga           | 26 août 1988      | États-Unis  | Giant-Shimano                  |  |
| Thierry Hupond      | 10 novembre 1984  | France      | Giant-Shimano                  |  |
| Carter Jones        | 27 février 1989   | États-Unis  | Optum-Kelly Benefit Strategies |  |
| Marcel Kittel       | 11 mai 1988       | Allemagne   | Giant-Shimano                  |  |
| Fredrik Ludvigsson  | 28 avril 1994     | Suède       | Giant-Shimano Development      |  |
| Tobias Ludvigsson   | 22 février 1991   | Suède       | Giant-Shimano                  |  |
| Luka Mezgec         | 27 juin 1988      | Slovénie    | Giant-Shimano                  |  |
| Daan Olivier        | 24 novembre 1992  | Pays-Bas    | Giant-Shimano                  |  |
| Georg Preidler      | 17 juin 1990      | Autriche    | Giant-Shimano                  |  |
| Ramon Sinkeldam     | 9 février 1989    | Pays-Bas    | Giant-Shimano                  |  |
| Tom Stamsnijder     | 15 mai 1985       | Pays-Bas    | Giant-Shimano                  |  |
| Albert Timmer       | 13 juin 1985      | Pays-Bas    | Giant-Shimano                  |  |
| Lars van der Haar   | 23 juillet 1991   | Pays-Bas    | Giant-Shimano Development      |  |
| Tom Veelers         | 14 septembre 1984 | Pays-Bas    | Giant-Shimano                  |  |
| Zico Waeytens       | 29 septembre 1991 | Belgique    | Topsport Vlaanderen-Baloise    |  |
| Stagiaire           | Date de naissance | Nationalité | Équipe 2015                    |  |
| Max Walscheid       | 13 juin 1993      | Allemagne   | Kuota-Lotto                    |  |

Portraits
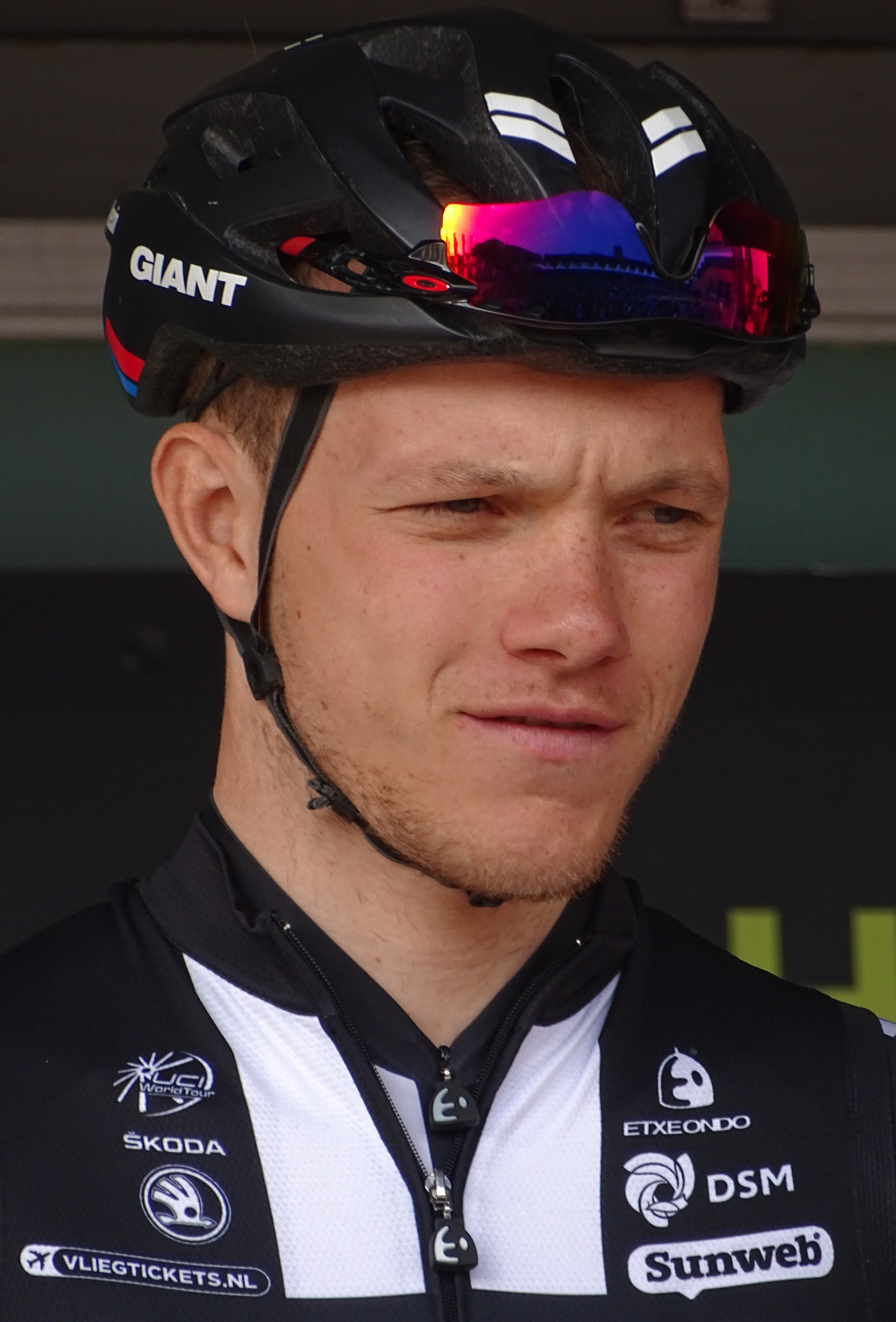
Nikias Arndt.
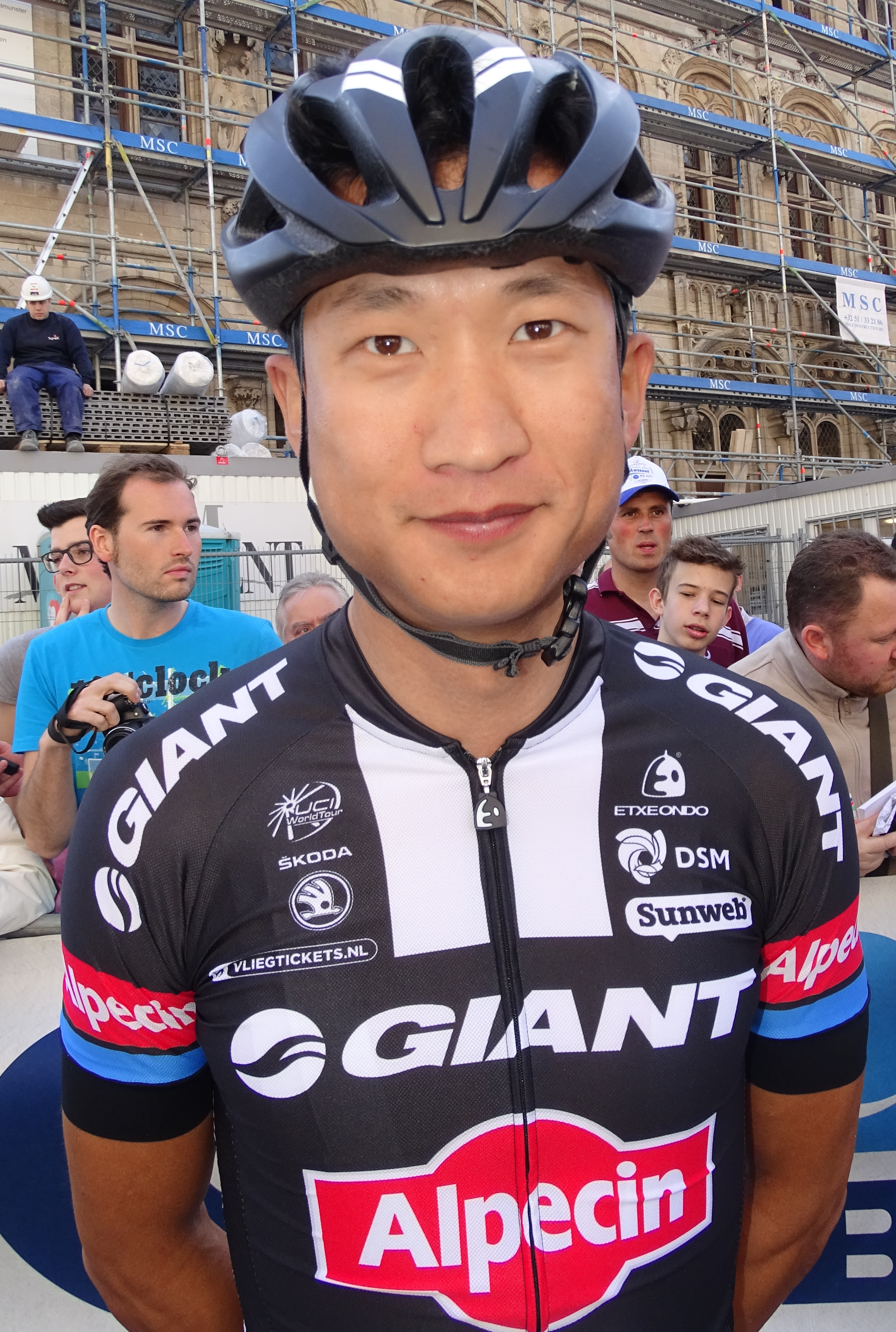
Ji Cheng.
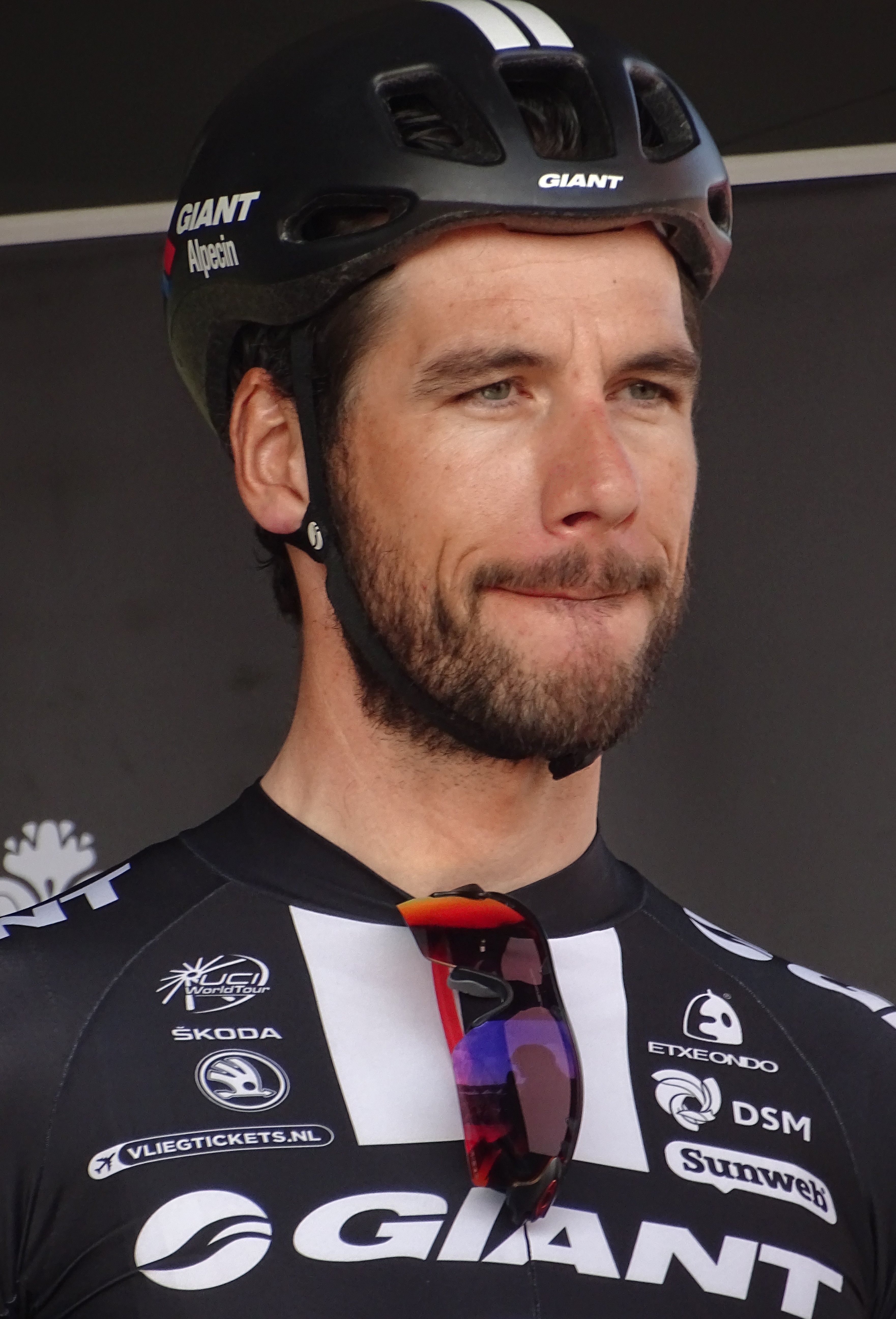
Roy Curvers.
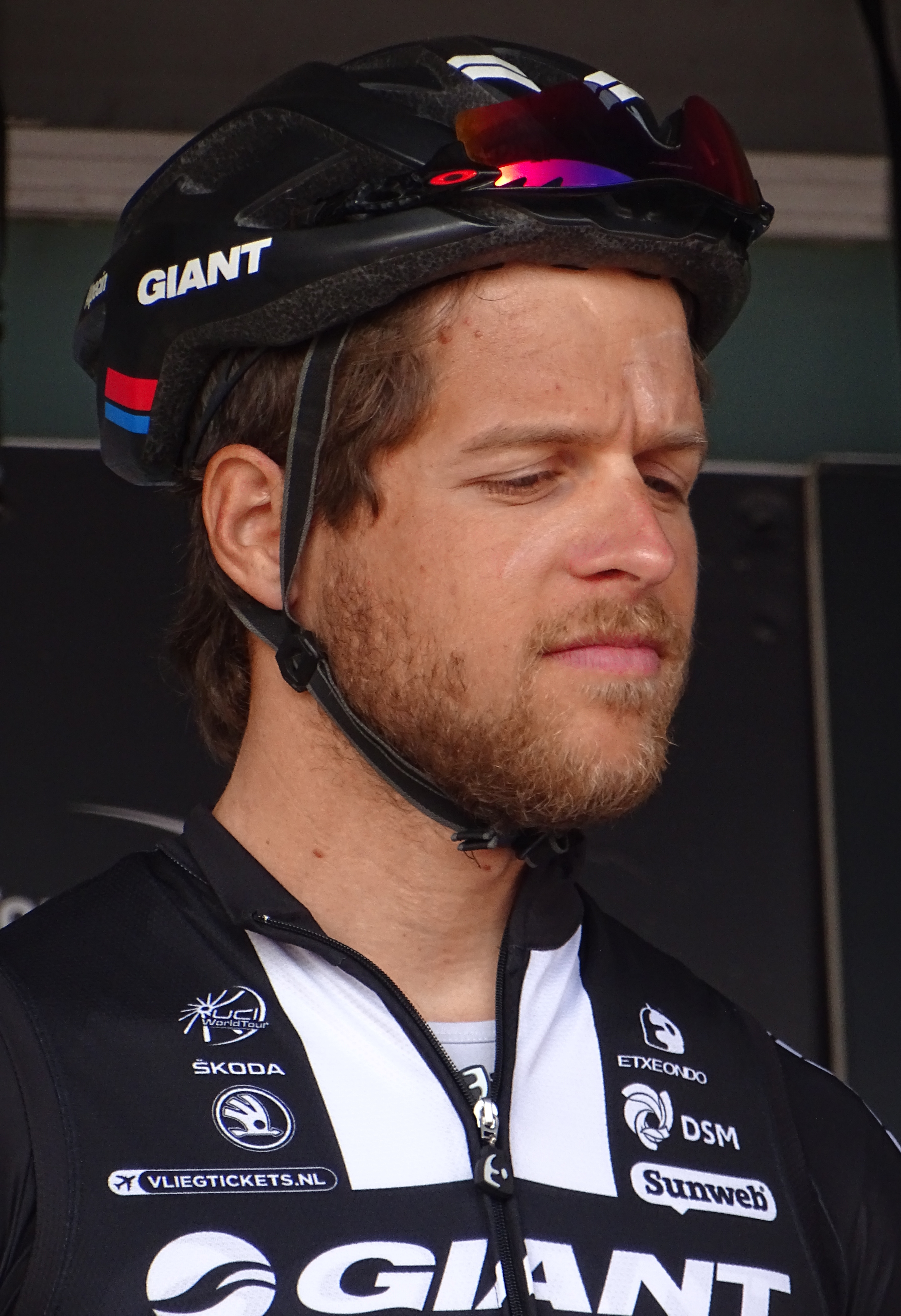
Bert De Backer.
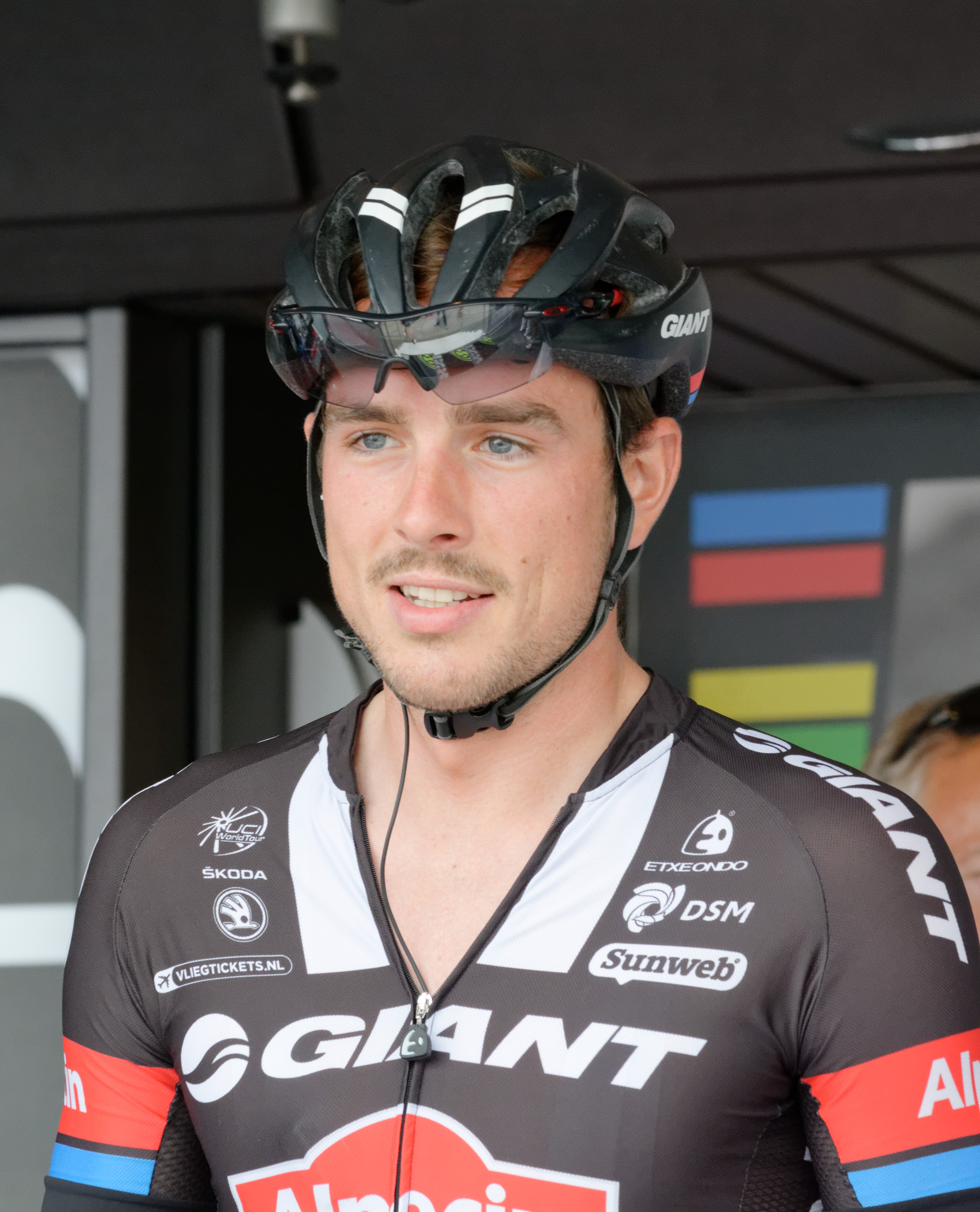
John Degenkolb.
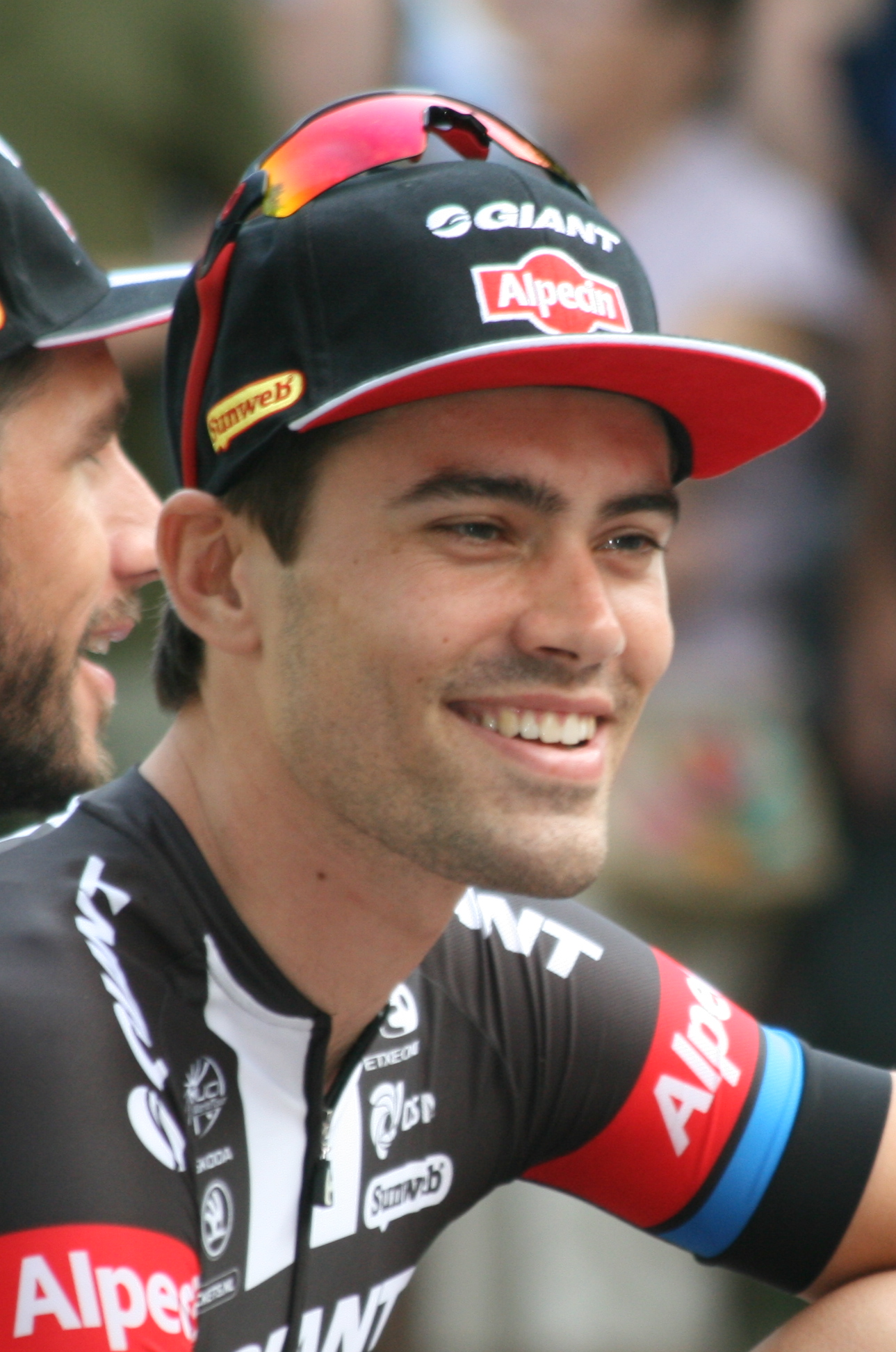
Tom Dumoulin.
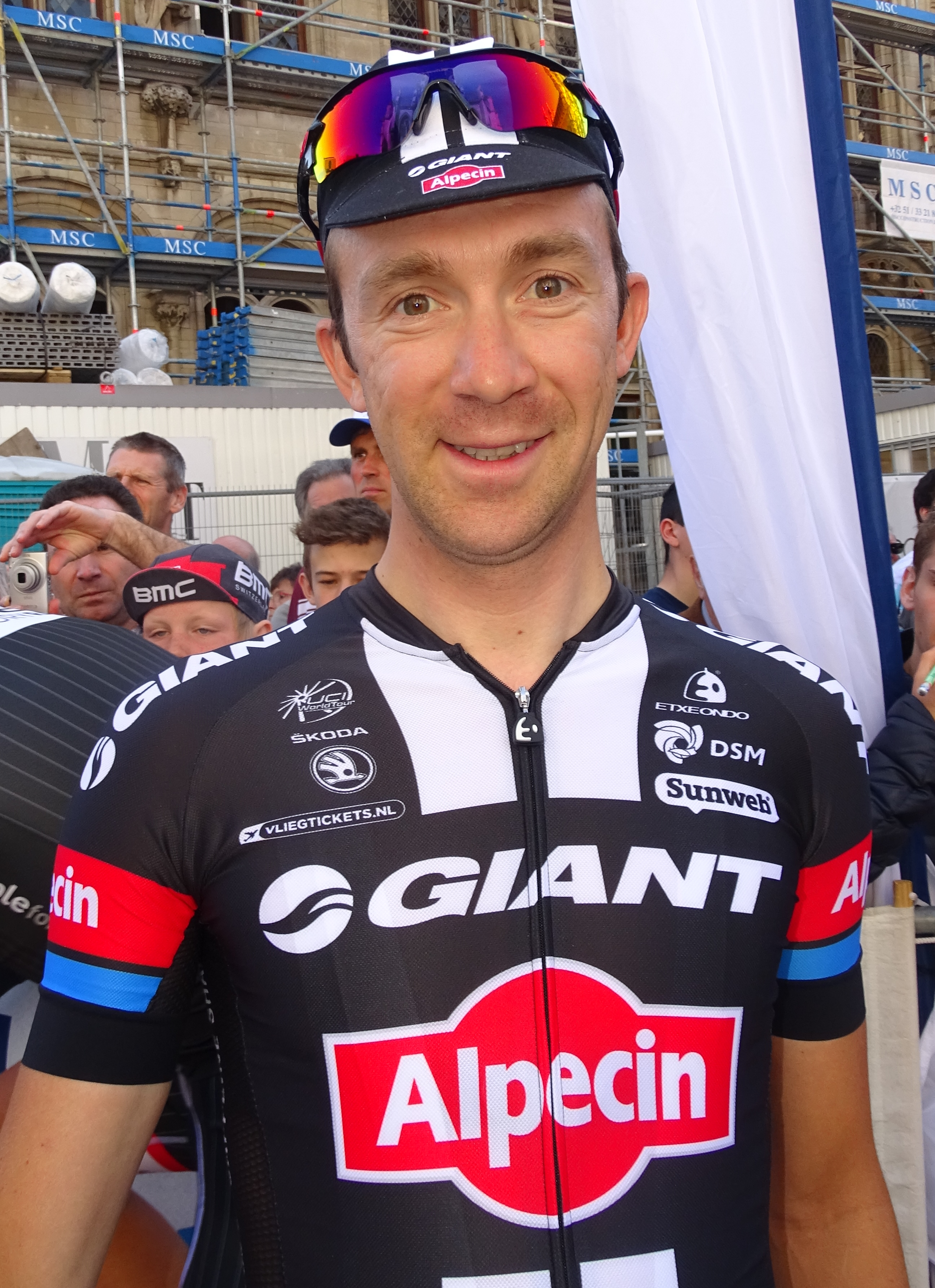
Thierry Hupond.
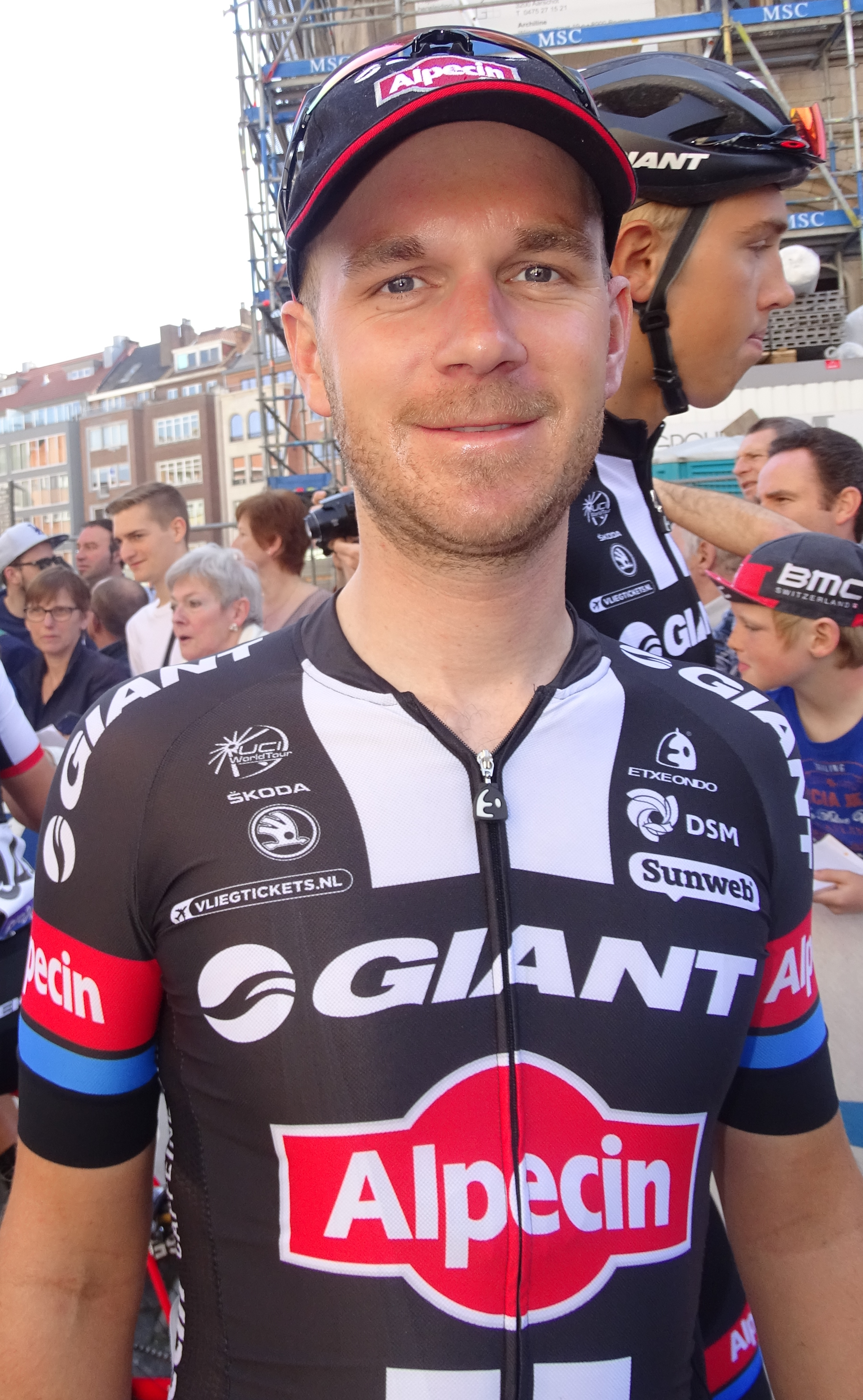
Johannes Fröhlinger.
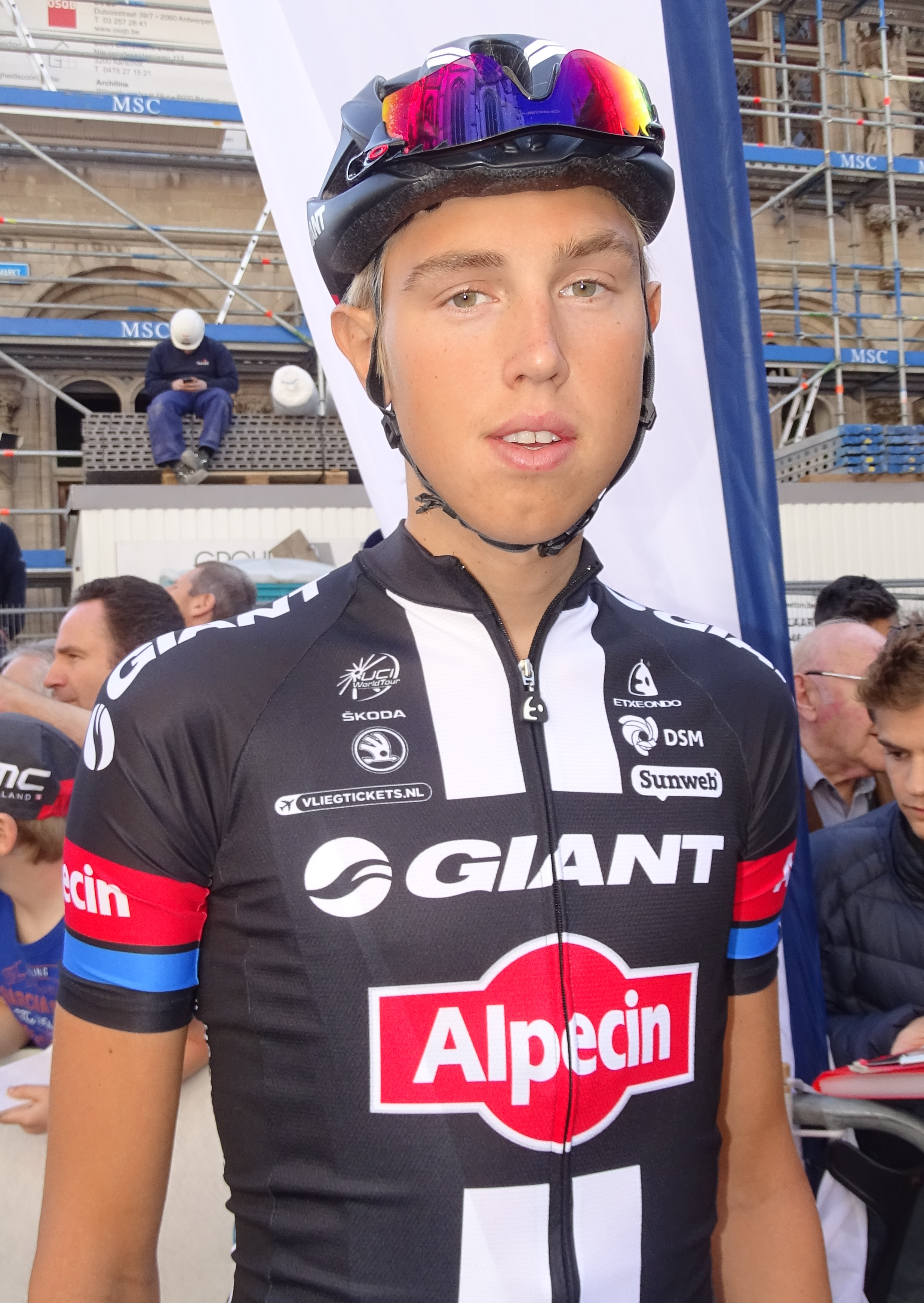
Fredrik Ludvigsson.
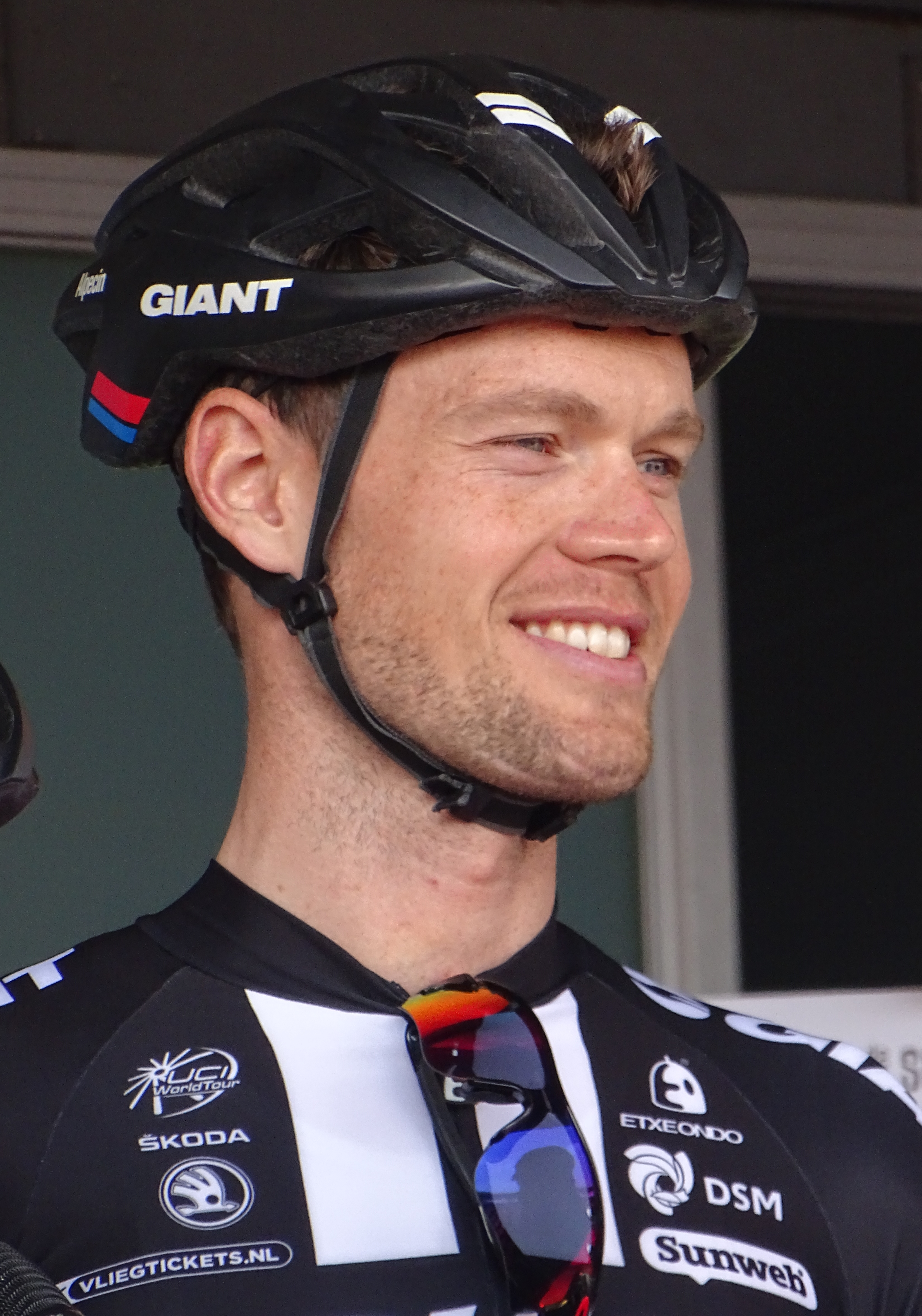
Tom Stamsnijder.
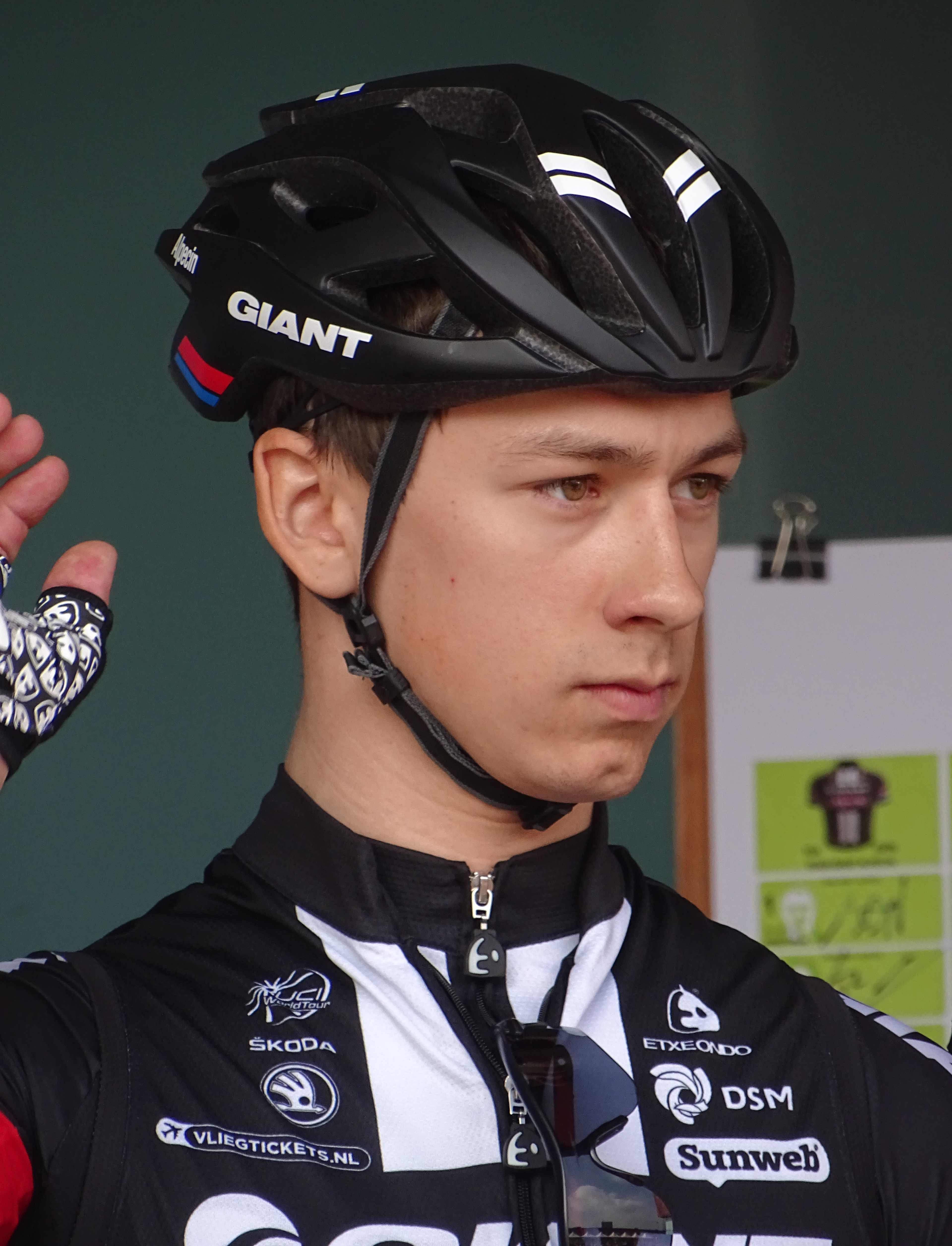
Lars van der Haar.
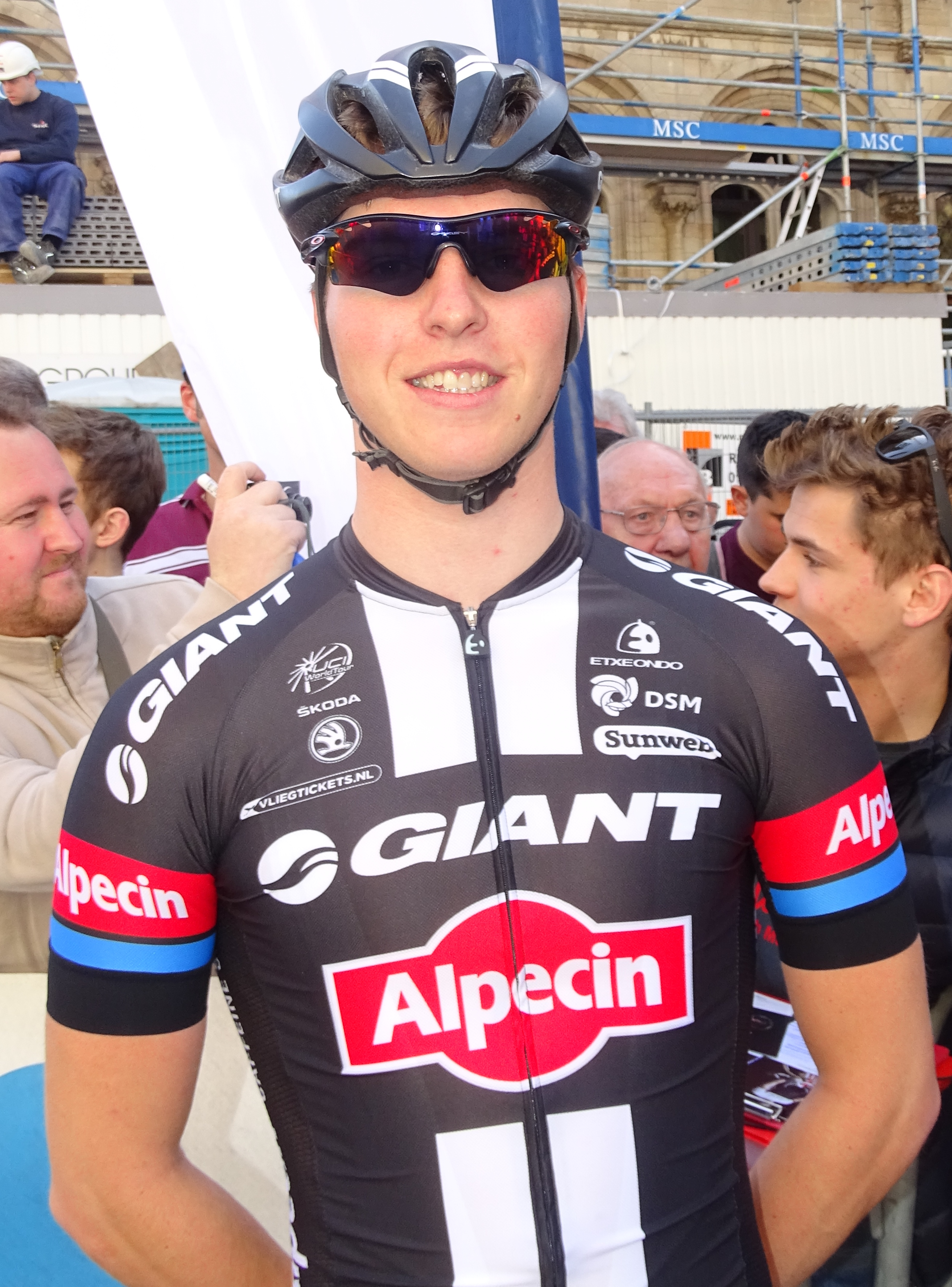
Zico Waeytens.

## Bilan de la saison

### Victoires sur route

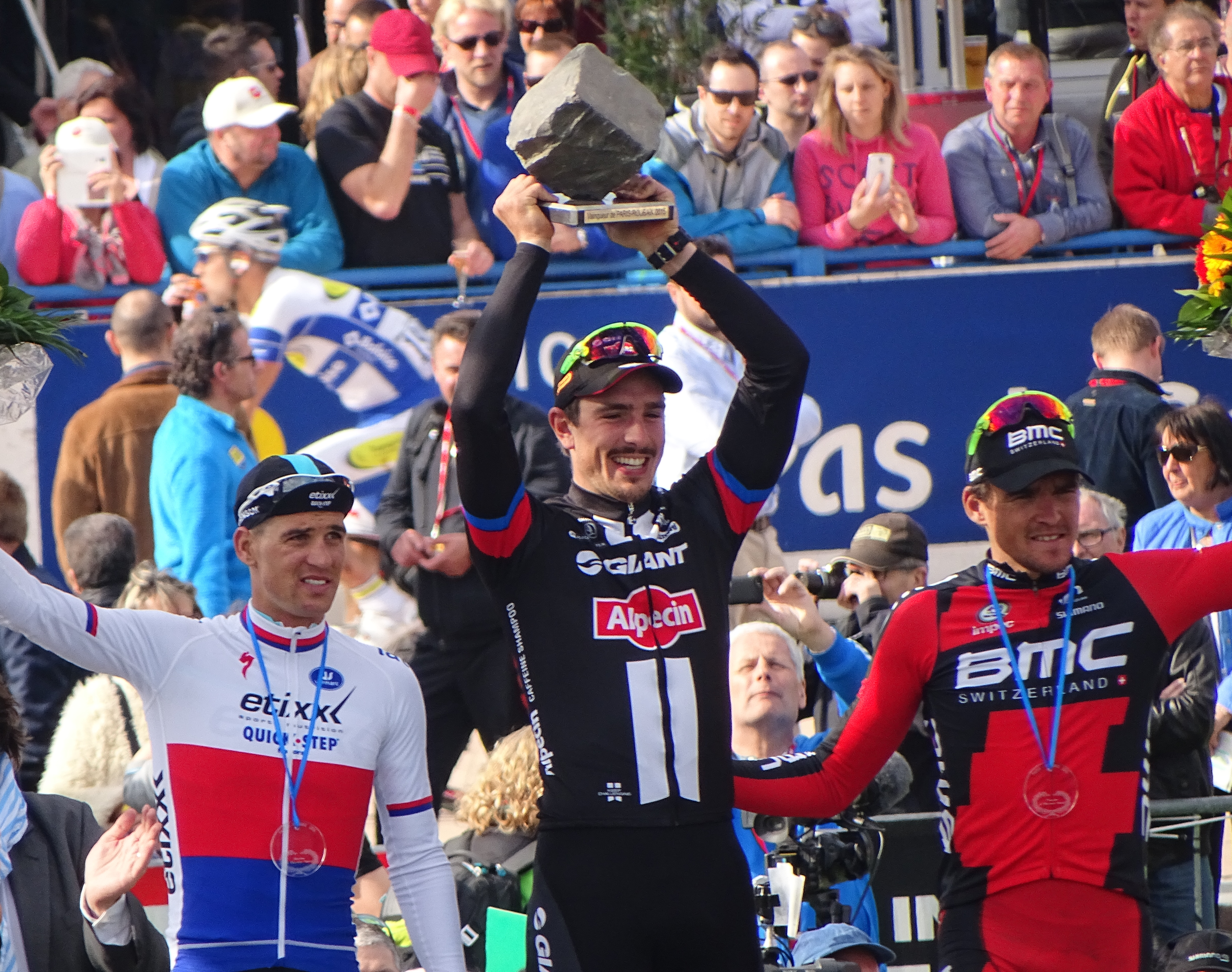
Podium de l'édition 2015 de Paris-Roubaix : Zdeněk Štybar (2e), John Degenkolb (1er) et Greg Van Avermaet (3e).

| Date       | Course                                     | Pays                | Classe | Vainqueur       |
| ---------- | ------------------------------------------ | ------------------- | ------ | --------------- |
| 06/02/2015 | 3e étape du Dubaï Tour                     | Émirats arabes unis | 2.HC   | John Degenkolb  |
| 22/02/2015 | 2e étape du Tour du Haut-Var               | France              | 2.1    | Luka Mezgec     |
| 22/03/2015 | Milan-San Remo                             | Italie              | WT     | John Degenkolb  |
| 11/04/2015 | 6e étape du Tour du Pays basque            | Espagne             | WT     | Tom Dumoulin    |
| 12/04/2015 | Paris-Roubaix                              | France              | WT     | John Degenkolb  |
| 14/05/2015 | 2e étape du Tour de Bavière                | Allemagne           | 2.HC   | John Degenkolb  |
| 17/05/2015 | 5e étape du Tour de Bavière                | Allemagne           | 2.HC   | John Degenkolb  |
| 31/05/2015 | Velothon Berlin                            | Allemagne           | 1.1    | Ramon Sinkeldam |
| 13/06/2015 | 1re étape du Tour de Suisse                | Suisse              | WT     | Tom Dumoulin    |
| 21/06/2015 | 9e étape du Tour de Suisse                 | Suisse              | WT     | Tom Dumoulin    |
| 26/06/2015 | Championnat d'Autriche du contre-la-montre | Autriche            | CN     | Georg Preidler  |
| 22/07/2015 | 17e étape du Tour de France                | France              | WT     | Simon Geschke   |
| 02/08/2015 | 1re étape du Tour de Pologne               | Pologne             | WT     | Marcel Kittel   |
| 30/08/2015 | 9e étape du Tour d'Espagne                 | Espagne             | WT     | Tom Dumoulin    |
| 07/09/2015 | 6e étape du Tour d'Alberta                 | Canada              | 2.1    | Nikias Arndt    |
| 09/09/2015 | 17e étape du Tour d'Espagne                | Espagne             | WT     | Tom Dumoulin    |
| 13/09/2015 | 21e étape du Tour d'Espagne                | Espagne             | WT     | John Degenkolb  |
| 06/10/2015 | Binche-Chimay-Binche                       | Belgique            | 1.1    | Ramon Sinkeldam |

### Victoires en cyclo-cross
| Date       | Course                            | Pays     | Classe | Vainqueur         |
| ---------- | --------------------------------- | -------- | ------ | ----------------- |
| 02/01/2015 | Centrumcross, Surhuisterveen      | Pays-Bas | C2     | Lars van der Haar |
| 24/01/2015 | International Cyclo-cross Rucphen | Pays-Bas | C2     | Lars van der Haar |

### Résultats sur les courses majeures
Les tableaux suivants représentent les résultats de l'équipe dans les principales courses du calendrier international (les cinq classiques majeures et les trois grands tours). Pour chaque épreuve est indiqué le meilleur coureur de l'équipe, son classement ainsi que les accessits glanés par Giant-Alpecin sur les courses de trois semaines.

#### Classiques
| Classique            | Milan-San Remo       | Tour des Flandres   | Paris-Roubaix        | Liège-Bastogne-Liège | Tour de Lombardie    |
| -------------------- | -------------------- | ------------------- | -------------------- | -------------------- | -------------------- |
| Coureur (classement) | John Degenkolb (1er) | John Degenkolb (7e) | John Degenkolb (1er) | Tom Dumoulin (25e)   | Warren Barguil (20e) |

#### Grands tours
| Grand tour           | Tour d'Italie           | Tour de France                     | Tour d'Espagne                                                                               |
| -------------------- | ----------------------- | ---------------------------------- | -------------------------------------------------------------------------------------------- |
| Coureur (classement) | Tobias Ludvigsson (83e) | Warren Barguil (14e)               | Tom Dumoulin (6e)                                                                            |
| Accessits            |                         | 1 victoire d'étape (Simon Geschke) | 3 victoire d'étapes (Tom Dumoulin (2), John Degenkolb) Prix de la combativité (Tom Dumoulin) |

### Classement UCI
| Rang | Coureur         | Points |
| ---- | --------------- | ------ |
| 12   | John Degenkolb  | 302    |
| 15   | Tom Dumoulin    | 271    |
| 96   | Warren Barguil  | 34     |
| 100  | Simon Geschke   | 32     |
| 135  | Ramon Sinkeldam | 14     |
| 142  | Marcel Kittel   | 10     |
| 147  | Luka Mezgec     | 9      |
| 185  | Lawson Craddock | 2      |